# Vorkuta (městský okruh)
Městský okruh Vorkuta je komunální útvar v Republice Komi. Administrativním centrem je město Vorkuta. Rozloha městského okruhu Vorkuta je 24 400 km².

## Geografie
Území městského okruhu Vorkuta se rozkládá v severovýchodní části republiky Komi, na Bolšezemelské tundře v místě s prokázanými zásobami uhlí, na západ od předhůří Polárního Uralu.
Hraničí s komunálním útvarem městský okruh Inta, s Polárním rajónem Něneckého autonomního okruhu Archangelské oblasti a s Jamalo-něneckým autonomním okruhem.

## Historie
Městský okruh Vorkuta byl založen v roce 2006. Statut městského okruhu Vorkuta byl přijat na zasedání Rady komunálních útvarů „město Vorkuta“ usnesením ze dne 27. února 2006 № 292.

## Demografie
- 2002 — 134 172 obyv.
- 2009 — ↘ 113 396 obyv.
- 2010 — ↘ 95 854 obyv.
- 2011 — ↘ 95 186 obyv.
- 2012 — ↘ 91 400 obyv.
- 2013 — ↘ 88 026 obyv.
- 2014 — ↘ 84 707 obyv.
- 2015 — ↘ 82 953 obyv.
- 2016 — ↘ 81 442 obyv.

## Administrativní členění
| №. | Sídelní útvar  | Rusky          | Typ sídelního útvaru           | Počet obyvatel |
| -- | -------------- | -------------- | ------------------------------ | -------------- |
| 1  | Vorgašor       | Воргашор       | sídlo městského typu           | ↘ 10 450       |
| 2  | Vorkuta        | Воркута        | město, administrativní centrum | ↘ 59 231       |
| 3  | Jelec          | Елец           | vesnice                        | 7              |
| 4  | Jeleckij       | Елецкий        | sídlo městského typu           | ↘ 547          |
| 5  | Zapoljarnyj    | Заполярный     | sídlo městského typu           | ↘ 1 555        |
| 6  | Komsomolskij   | Комсомольский  | sídlo městského typu           | ↘ 706          |
| 7  | Meskašor       | Мескашор       | sídlo                          | 54             |
| 8  | Mulda          | Мульда         | sídlo městského typu           | 0              |
| 9  | Nikita         | Никита         | vesnice                        | 0              |
| 10 | Oktjabrskij    | Октябрьский    | sídlo městského typu           | 0              |
| 11 | Promyšlennyj   | Промышленный   | sídlo městského typu           | 0              |
| 12 | Severnyj       | Северный       | sídlo městského typu           | ↘ 8 481        |
| 13 | Sejda          | Сейда          | sídlo                          | 23             |
| 14 | Sivomaskinskij | Сивомаскинский | sídlo                          | ↘ 525          |
| 15 | Chanovej       | Хановей        | sídlo                          | ↘ 4            |
| 16 | Juršor         | Юршор          | sídlo                          | 0              |

Bývalé sídelní útvary
- SMT Sovětskij (dnes mikrorajón Vorkuty): 2 540 obyv. (2002)

- SMT Cementnozavodskoj (dnes mikrorajón Vorkuty): 2 246 obyv. (2002)

- Rudnik

- Chalmer-Ju

- Stroitělnyj

- Južnyj (dříve Tundrovyj)

- Montažnyj